# Dasyuris
Dasyuris is een geslacht van vlinders van de familie spanners (Geometridae), uit de onderfamilie Larentiinae.

## Soorten
- D. anceps Butler, 1877
- D. austrina Philpott, 1928
- D. caesia Turner, 1904
- D. decisaria Walker, 1863
- D. enysii Butler, 1877
- D. euclidiata Guenée, 1858
- D. fulminea Philpott, 1915
- D. hectori Butler, 1877
- D. hedylepta turn, 1904
- D. leucobathra Meyrick, 1910
- D. melanchlaena Turner, 1922
- D. micropolis Meyrick, 1929
- D. monacmaria Mabille, 1897
- D. octans Hudson, 1923
- D. partheniata Guenée, 1868
- D. phaeoxutha Turner, 1926
- D. pluviata Hudson, 1928
- D. strategica Meyrick
- D. transaureus Howes, 1912